# Acalymma laetabile
Acalymma laetabile es un coleóptero de la familia Chrysomelidae.
Fue descrita en 1886 por Baly.